# 제73보병사단 (독일 국방군)
제73보병사단 제2차 세계 대전 중 활동한 독일군 보병사단 중 하나이다. 이 사단은 1만 명의 병력을 가진 부대였고 사단 포병대를 예하에 두었으나, 차량화되지 않았고 보급 체계를 말(馬)에 의존한 일반적인 사단 중 하나였다.

## 부대 역사
사단은 창설 후 폴란드 전투에서 북부집단군 예하의 예비대로 배치되어 참전하였으며, 1941년 6월부터 1944년 5월까지 동부 전선에서 소련군과 싸웠다. 11군 예하로 크리미아 전역에 참전하여 세바스토폴 공방전 뿐만 아니라 "타타르 요새"에 대한 공격을 포함하여 1941년 말까지 격전을 치렀다.
1944년 봄, 소련군에 의해 본대와 격리된 사단은 1944년 5월에 세바스토폴과 크림반도에서 전멸했다. 헝가리에서 재편성된 제73보병사단은 그해 여름 바르샤뱌 봉기 진압 작전에 투입되었으며, 1944년 9월에는 바르샤바 교회 프라가에서 소련군에 의해 궤멸되었다. 중부집단군 사령부는 사단의 형편없는 전투력을 문제삼아 완전히 해산시킬 것을 요구했지만, 그 요구는 거절되었다. 다시 재편성된 후 제73보병사단은 마침내 1945년 단치히 (그다니스크) 주변 전투에서 최후를 마쳤다. 사단 사령부 요원들은 1945년 4월 17일 고야 호에 포로 신세가 되어 끌려갔다.

## 주요 참전 전투
- 폴란드 전역
- 독소 전쟁
- 바르샤바 봉기
- 세바스토폴 공방전

## 같이 보기
- 사단 (군사)
- 동부 전선
- 제2차 세계 대전 중 독일군 사단 목록
- 군사 조직
- 독일 육군
- 독일 연방방위군 육군